# 哈豪森
约翰·弗里德里希·威廉·埃尔默斯豪斯·冯·哈克斯特豪森（德語：Johann Friedrich Wilhelm Elmershaus von Haxthausen，1858年12月16日—1914年7月13日），或称哈豪森，是德国的法学家、外交官，曾担任驻中华民国公使。